# Mercator Centar Beograd
Mercator Centar Beograd, тржни центар, отворен у децембру 2002. године, налази се на Новом Београду.

## Отварање
Један од првих модерних тржних центара у Београду, тада у власништву словеначког пословног система Меркатор, у присуству неколико хиљада Београђана, Меркатор су отворили министри спољних послова Југославије и Словеније, Горан Свилановић и Димитриј Рупел. Осим хипермаркета са око 5.500 m² пословног простора центар Меркатор је имао и шест пратећих програма и 45 локала у закупу. Свечаном отварању новог потрошачког царства у нашој престоници присуствовали су и потпредседник Савезне владе др Мирољуб Лабус, председник Пословног система Меркатор Зоран Јанковић, градоначелнице Љубљане и Београда Викторија Поточник и Радмила Хрустановић. Певали су Боба Стефановић, словеначке поп-звезде, а после отварања, до вечери, Магазин, Бајага и инструктори, група Луна...

## Карактеристике
Тржни центар Меркатор — Београд је највећи малопродајни центар у Србији (изграђен је и Меркатор центар у Новом Саду) са више од 70 разноврсних локала. Простире се на 52.000 m² и има 850 паркинг места. Налази се на углу улица Булевар др Зорана Ђинђића и Булевар уметности. Реновиран је 2012. године. У свом саставу поред хипермаркета има и пошту, банку, хемијско чишћење, фризерски салон, ауто-перионицу, фитнес-стурио, цвећару, неколико кафића и ресторана. У децембру 2017. Меркатор Србија је продао центар холдингу МПЦ холдинг у власништву српског бизнисмена Петра Матића, за суму од 46 милиона евра.

## Занимљивости
Почетком седамдесетих година прошлог века отворен је први, сада назван Стари Меркатор као репрезентативно место, са биоскопом Југославија, хотелом, супермаркетом и низом продавница. Био је, уз Фонтану, зграду СИВ-а, зграду ЦК и хотела Југославија једна од ретких препознатљивих тачака Новог Београда из његове социјалистичке фазе. Данас само у говору Новобеограђана има назив Меркатор, и то стари, и даље је делимично попуњен локалима, али запуштен и оронуо.